# Walter Steiner (Admiral)
Walter Steiner (* 14. Juli 1891 in Danzig; † 26. März 1975 in Kiel) war ein deutscher Konteradmiral (Ing.) der Kriegsmarine im Zweiten Weltkrieg.

## Leben
Walter Steiner trat am 1. Oktober 1911 als Marineingenieuranwärter in die Kaiserliche Marine ein. Zunächst war er mit einer mehrmonatigen Unterbrechung auf dem Großlinienschiff Thüringen bei der II. Werftdivision tätig. Am 1. Oktober 1912 erfolgte seine Versetzung auf das Großlinienschiff Posen, wo Steiner den Ausbruch des Ersten Weltkriegs erlebte. Ab Ende März 1915 war er für sechs Monate zu Ausbildungszwecken an die Ingenieur- und Deckoffizierschule kommandiert. Ende April 1917 erkrankte Steiner und war bis Mitte September der II. Werftdivision zugeteilt. Anschließend war er wieder bis Mitte Juni 1918 auf der Posen und absolvierte von Juli bis Oktober 1918 eine U-Boot-Ausbildung an der Unterseebootschule. Während dieses Kommandos wurde er am 18. Juli 1918 zum Marineingenieur mit dem Rang eines Leutnants zur See ernannt. Das Kriegsende verhinderte eine weitere Verwendung bei der U-Boot-Waffe. Steiner wurde von Ende November bis Anfang Dezember 1918 zur Verfügung der Inspektion des Ubootswesens gestellt. Am 24. November 1919 wurde er aus der Marine verabschiedet.
Am 19. Dezember 1919 wurde er mit Wirkung vom 24. November 1919 als Leutnant (Ing.) zur Reichsmarine reaktiviert und am 8. April 1921 zum Oberleutnant (Ing.) befördert. Am 1. November 1924 erfolgte seine Beförderung zum Kapitänleutnant (Ing.). Am 1. Juni 1931 zum Korvettenkapitän (Ing.) befördert, war er im gleichen Jahr im Stab der Marinestation der Nordsee in Wilhelmshaven. 1932 war er als Leitender Ingenieur auf der Emden.
In der Kriegsmarine wurde er am 1. Oktober 1935 zum Fregattenkapitän (Ing.) befördert und war 1936 in der Marinewehrabteilung (A V) des Marinekommandoamtes und zugleich in der Gruppe Schiffe und Fahrzeuge nach der Erprobung (B B III) im OKM. Am 1. Oktober 1937 wurde er Kapitän zur See (Ing.) und war ab dem 30. Mai 1938 als Inspektionsingenieur bei der Inspektion des Torpedowesens. In dieser Stellung war Steiner über den Beginn des Zweiten Weltkriegs tätig und stieg am 1. Dezember 1942 zum Konteradmiral (Ing.) auf. Nachdem er vom 18. Dezember 1943 bis zum 31. Januar 1944 zur Verfügung des Oberbefehlshabers des Marineoberkommandos Ostsee gestanden hatte, wurde er Chef des Oberwerftstabes beim Admiral Ägäis. Kurzzeitig im Oktober/November 1944 erneut zur Verfügung des Oberbefehlshabers des Marineoberkommandos Ostsee gestellt, diente Steiner bis zum 25. April 1945 als Kommandant des Kriegsmarinearsenals Kiel. Das Kriegsende erlebte er in Kriegsgefangenschaft, aus der er am 24. Februar 1946 entlassen wurde.